# Паскевич, Иван Фёдорович
Светлейший князь Варшавский, граф Ива́н Фёдорович Паске́вич-Эрива́нский (8 [19] мая 1782, Полтава — 20 января [1 февраля] 1856, Варшава) — русский полководец, государственный деятель и дипломат. Генерал-фельдмаршал (1829), генерал-адъютант (1824). Согласно оценке его основного биографа, вскоре после воцарения Николая I «князь Варшавский, по значению своему в государстве, в среде русских подданных не имел себе равного».
Участник Русско-турецкой войны (1806—1812), Отечественной войны 1812 года, заграничного похода русской армии (1813—1814), взятия Парижа (1814).
Командующий русскими войсками в ряде крупных успешных кампаний: Русско-персидской войне (1826—1828), Русско-турецкой войне (1828—1829), подавлении Польского восстания (1831), подавлении Венгерского восстания (1849). Одержал победы во всех ключевых сражениях этих кампаний.
Во время боевых действий предпочитал находиться в зоне эффективного огня противника с целью личной оценки обстановки и непосредственного управления войсками, получил несколько тяжёлых ранений: первое — в 1809 году, последнее — в 1854 году.
Главнокомандующий Отдельным Кавказским корпусом (1827—1831), командующий Каспийской военной флотилией (1827—1831), главноуправляющий гражданской частью в Грузии, Астраханской губернии и Кавказской области (1827—1831).
Наместник Царства Польского (1832—1856), председатель Совета управления Царства Польского, председатель департамента Дел Царства Польского Государственного совета, председатель Общего собрания варшавских департаментов Правительствующего сената, главнокомандующий действующей армией, генерал-инспектор всей пехоты, член Комитета министров.
Единственный в истории полный кавалер одновременно двух орденов — Святого Георгия и Святого Владимира. Один из четырёх полных кавалеров ордена Св. Георгия. Обладатель самой большой в истории Российской империи единовременной денежной награды — один миллион рублей ассигнациями (1828). Высочайшим повелением удостоен права на воинские почести, определённые только императору (1849). Единственный подданный Российской империи, получивший в период правления Николая I в качестве высочайших наград значительные объекты недвижимости «в вечное и потомственное владение», а также вражеские знамёна.
Выкупил у Румянцевых и заново обустроил дворцово-парковую резиденцию в Гомеле, где и перезахоронен.

## Происхождение и образование
Происходил из Паскевичей — потомственного казацкого рода Полтавского полка Войска Запорожского, ведущего начало от казака Пасько, старшины в армии гетмана Богдана Хмельницкого. Отец Ивана, председатель Верховного земского суда Вознесенской губернии, коллежский советник Фёдор Григорьевич Паскевич (умер 14 апреля 1832 года в Харькове), был помещиком Полтавской губернии и имел 500 душ крестьян. Кроме того, мать Ивана Фёдоровича, Анна Осиповна, урожд. Коробовская (1766—1829), владела в Могилёвской губернии родовым имением — селом Щеглица.
Обучив сына французскому и немецкому языкам, родители определили его вместе с другим своим сыном, Степаном, в Пажеский корпус, бывший в то время придворно-воспитательным, а не исключительно военным заведением; вследствие этого пажи часто бывали при пышном дворе императрицы Екатерины II, оставившем неизгладимые впечатления в душе молодого Паскевича, о которых он с восторгом вспоминал в семейном кругу, будучи уже фельдмаршалом. Научное образование пажей было неудовлетворительным, но дед молодых Паскевичей, Григорий Иванович — живший тогда в Петербурге — следил за воспитанием внуков и старался восполнять пробелы образования, поручив их Ивану Ивановичу Мартынову (впоследствии известному учёному, лингвисту и литератору), которому будущий граф и был обязан не только научным образованием, но и своей привычкой к труду.

## Начало карьеры
Пожалованный в 1798 году в камер-пажи, а за несколько месяцев до выпуска — в лейб-пажи, молодой Паскевич понравился императору Павлу I и был выпущен 5 октября 1800 года поручиком в лейб-гвардии Преображенский полк, с назначением флигель-адъютантом императора. Он ежедневно присутствовал на учениях, смотрах и вахт-парадах и исполнял разные высочайшие повеления по осмотру вводимых в войсках новых строевых порядков. Со вступлением на престол императора Александра I всё изменилось, и молодой Паскевич, пользуясь досугом, нередко уезжал в отпуск к родителям.

## Русско-турецкая война 1806—1812
В 1805 году Паскевич был назначен в распоряжение генерала И. И. Михельсона, командовавшего в то время армией на западной границе между Гродно и Брест-Литовском. Михельсону и его армии не пришлось принять участия в кампании против французов, окончившейся сражением при Аустерлице. Ввиду ожидаемой войны с Турцией, Михельсон был назначен в 1806 году главнокомандующим южной, Днестровской (Молдавской) армией и вскоре вступил в княжества Молдавию и Валахию. В это время и началась боевая деятельность Паскевича. Когда 5 марта 1807 года под Журжей во время снежной бури в темноте ночи проводники колонн сбились с дороги, он с неустрашимостью в сопровождении пяти казаков поехал открывать дорогу в степи, и, пройдя в одной версте от 5-тысячного отряда вражеской кавалерии, сумел найти авангард корпуса Милорадовича. В тот же день Паскевич принял участие в своём первом бою: в составе отряда полковника А. Н. Бахметева атаковал деревню Турбат, которая вскоре была занята, при этом противник понёс большие потери. «В воздаяние отличной храбрости», проявленной в этом бою и при розыске дороги во время снежной бури, Паскевич 16 марта 1807 года указом Александра I был награждён орденом Святого Владимира 4-й степени. Затем Паскевич был в отряде, занятом блокадой Измаила, и, по словам Михельсона, «явил себя неустрашимым и войну понимающим офицером, каковых поболее желать надлежит». «В воздаяние отличной храбрости… в сражении против турецких войск под Измаилом» Паскевич 25 ноября 1807 года был награждён при высочайшем рескрипте золотой шпагой «За храбрость».

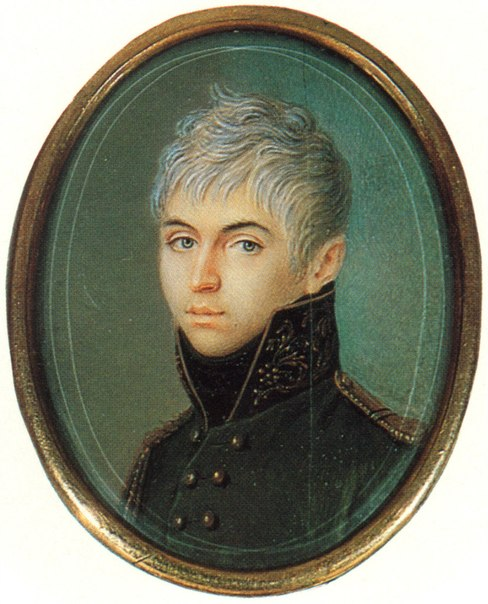
Паскевич после Тильзита. Около 1808 года

Тильзитский мир 1807 года приостановил военные действия с Турцией; в Слободзее начались переговоры о мире, во время которых Михельсон умер, а новый главнокомандующий — князь Прозоровский, несмотря на преклонные годы (ему было 74 года), со свойственной ему энергией, послал немедленно Паскевича в Константинополь с поручением объявить Порте, что перемирие, подписанное С. Л. Лашкарёвым и ратифицированное бароном Мейендорфом как старшим за смертью Михельсона, не утверждено императором, и что наши войска не будут очищать придунайских княжеств. Паскевич весьма успешно исполнил возложенное на него поручение, успел собрать, кроме того, некоторые сведения о турецкой армии, с которыми благополучно вернулся в главную квартиру князя Прозоровского, но вскоре снова был послан в Константинополь по поводу размена пленных. Турецкий султан наградил посланника орденом Полумесяца. За успешное исполнение обоих поручений Паскевич в конце января 1808 года был произведён в капитаны гвардии, с оставлением в звании флигель-адъютанта.
Тем временем русская армия расположилась на зимние квартиры, и на Паскевича были возложены различные поручения по наблюдению за обеспечением армии провиантом, доставка которого в огромном количестве была очень затруднительна.
Между тем, в Константинополь прибыл английский посол. Принимая сближение Турции с Англией за признак недружелюбного к России отношения, император Александр приказал Прозоровскому немедленно послать в Константинополь офицера с объявлением, что если через двое суток английский посол не будет выслан, то Россия немедленно приступит к военным действиям против Турции. Прозоровский послал с этим сообщением флигель-адъютанта Хитрово, но последний на четвёртый день после отъезда под предлогом ушиба руки отказался от выполнения приказа. Прозоровский немедленно послал Паскевича взять депеши и как можно скорее доставить их в Константинополь. Паскевич, несмотря на сильную бурю, отправился из Варны морем, быстро добрался до Константинополя и, после переговоров с Рейс-эфенди, немедленно послал князю Прозоровскому донесение о том, что Порта объявила войну России. А затем сам, рискуя быть растерзанным турецкими фанатиками как военный представитель противника Порты, с большим трудом вернулся к Прозоровскому, доставив ему вместе с тем немаловажные сведения о военных силах Турции.
Война началась осадой Браилова, а затем неудачным его штурмом, в ночь с 19 на 20 апреля, причём Паскевич был ранен пулей в голову. Это заставило его вернуться в Яссы и только в конце июня он опять прибыл в армию. Паскевич был сперва назначен в отдельный отряд Дунайской армии, занятой в то время исключительно боевым делом, к атаману М. И. Платову, действовавшему около Браилова. А затем в отряд Засса — за Дунай, имевший задачей овладеть Исакчею, Тульчей и островом Чаталь, напротив Измаила. По исполнении этого Паскевич прибыл к Мэчину, где умирал командующий армией князь Прозоровский. Перед смертью (9 августа) он в письме государю указал для пользы службы монарху и отечеству на пятерых человек из окружавших его, «коих отменные способности заслуживают особого внимания его величества». В числе их был Паскевич (остальными были князь Долгоруков, Чевкин, Беклемишев и Безак).
На место князя Прозоровского был назначен старший генерал Дунайской армии, князь Багратион, предложивший генерал-майору Маркову овладеть Мэчином; в этот отряд и был командирован Паскевич. Мэчин скоро сдался, а после этого отряд двинулся к Кюстендже. Паскевич участвовал в деле при Рассевате, а затем в осаде Силистрии, также он отличился в сражении при Татарице. «В воздаяние отличной храбрости… в сражении противу турок… под крепостью Силистрию» Паскевич 7 августа 1810 года был награждён орденом Святой Анны 2-й степени, украшенным алмазами, хотя и был представлен к ордену Святого Георгия 4-й степени. Штурм крепости был невозможен ввиду 30-тысячной армии Прелигвана-паши, занимавшей сильную позицию на близком расстоянии. К тому же дело подходило к осени и болезни и смертность в российской армии вызвали необходимость в отдыхе и хороших зимних квартирах. Это побудило Багратиона перейти Дунай обратно. Паскевич был послан в Яссы для ускорения подвоза к армии провианта и фуража, что оказалось невозможным, так как дороги были в очень плохом состоянии.
В феврале 1810 года на место Багратиона был назначен граф Каменский 2-й, пользовавшийся большим доверием в армии, несмотря на его строгость. Паскевич был вскоре назначен командиром Смоленского мушкетёрского полка, находившимся в Гирсове в корпусе графа Каменского 1-го, родного брата главнокомандующего. Этот корпус должен был занять Черноморское побережье, очистив от турок Мангалию, Базарджик и Варну, в то время как главная армия, овладев Силистрией и Шумлой, должна была двинуться к Тырнову и Ловче.
Вскоре Паскевич по своей просьбе был назначен командиром Витебского пехотного полка, в отряде князя Долгорукова, участвовал в штурме Базарджика, 22 мая «с неизреченной храбростью сорвал две батареи у неприятеля и взошел на плечах его с неописанным мужеством в Базарджикские укрепления, нанося везде смерть и ужас неприятелю», за что был награждён 29 июня 1810 года орденом святого Владимира 3-й степени; затем отличился при осаде Варны, отбив сильное нападение турок; 7 июля 1810 года он получил за это орден Святого Георгия 4-й степени.
Тем временем граф Каменский блокировал Рущук. Верховный визирь поручил спешить на выручку этой крепости Куманец-аге из Никополя. Для предупреждения соединения этих двух турецких отрядов приказано было графу Каменскому 1-му с другим отрядом стать на дороге в село Батино. Турки скоро подошли, и 26 августа произошло сражение, в котором турки были совершенно разбиты и сам Куманец-ага убит. Паскевич, ещё недавно получивший чин полковника, за содействие благоприятному исходу боя был произведён в генерал-майоры, а затем получил орден Святого Георгия 3-й степени как заслуживший «пред прочими особенное вознаграждение, как причинивший распоряжениями и мужеством своим победу 17-го июня под Варною» при рескрипте от 30 января 1811 года.
Рущук вскоре после Батинского сражения сдался, а после него сдались почти без боя Турн и Никополь.
В декабре 1810 года Паскевич был назначен шефом нового, ещё не сформировавшегося, Орловского полка в Киеве, несмотря на своё желание остаться в действующей армии. В это время ему было всего 28 лет; ему приходилось браться за новое дело — формирование и обучение войск. Паскевич не заботился о выучке и блестящей внешности солдат, но занялся улучшением их содержания, прекращением своеволия и дурного обращения с ними офицеров, введением разумной дисциплины и внушением солдатам понятия о храбрости, чести и нравственности. Он достиг желаемого, и Орловский полк скоро обратил на себя внимание Багратиона. Паскевич от трудов заболел сильной нервной горячкой, от которой едва не умер, а по выздоровлении был назначен (в январе 1812 года) командующим 26-й пехотной дивизией, — всего через одиннадцать лет после окончания Пажеского корпуса.

## Отечественная война и заграничные походы

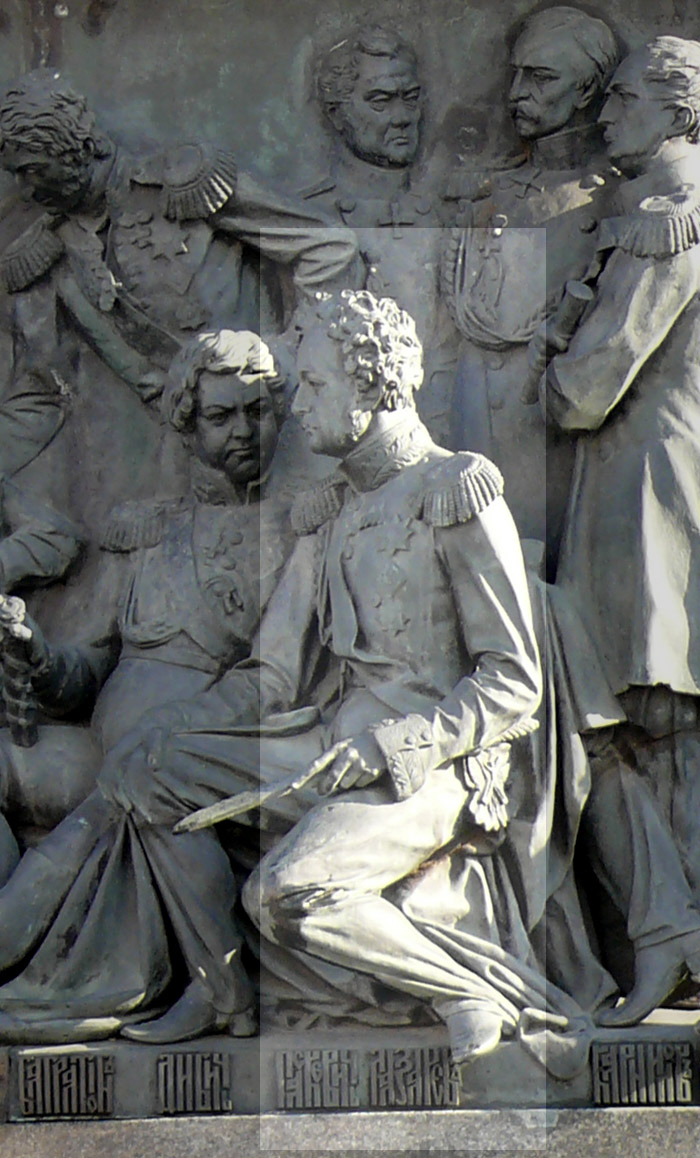
И. Ф. Паскевич на Памятнике «1000-летие России» в Великом Новгороде

Скоро началась Отечественная война 1812 года; французы перешли Неман 12 июня 1812 года. Князь Багратион предпринял движение из Слуцка через Бобруйск к Могилёву на соединение с первой армией. В числе его войск находилась 26-я дивизия, с которой Паскевич участвовал в сражении при Салтановке близ Могилёва, после которого французы заперлись в Могилёве и дали возможность российским двум армиям соединиться под Смоленском. Затем по доводам Паскевича произошло упорное побоище в самом Смоленске (а не на подходах к городу), за что Багратион и Барклай де-Толли благодарили Паскевича.
После этого началось, по плану Барклая де-Толли, отступление к Дорогoбужу, Царево-Займищу и Бородину, причём 26-я дивизия участвовала в деле под Колоцким монастырём 23 августа, а потом — в дни Бородина — Паскевич оборонял центральный курган, устроив там заранее редут с 18 орудиями по берегам реки Колочи до обрывистых берегов реки Москвы. С 7 часов утра 6-тысячная дивизия Паскевича противостояла атаке 35 тысяч французов, сопровождаемой огнём 80 орудий. К 11 часам утра на всём левом фланге русских войск, как писал Барклай де-Толли в своём донесении императору Александру I, «лишь одна 26-я дивизия удерживала ещё свою позицию около высоты, находящейся впереди центра; оная уже два раза отражала неприятеля». Генерал Паскевич «несколько раз впереди всех водил… свои батальоны в штыки… в схватке штыками закололи под ним лошадь, ядро убило под ним другую». К часу дня дивизия Паскевича была почти вся истреблена, и только направленное Барклаем де-Толли подкрепление позволило удержать позицию.
При дальнейшем отступлении к Москве, а затем на Калужскую дорогу и к Тарутину Паскевич занимался формированием заново своей дивизии, обучал молодых рекрутов только необходимому — стрельбе и некоторым построениям и с ними участвовал в сражениях под Малым-Ярославцем, в голове корпуса Раевского, и удерживал неприятеля в окрестностях Медыни. Затем, находясь в авангарде Милорадовича, он участвовал в сражениях под Вязьмой, при Ельне и Красном, после которого с дивизией перешёл Днепр у Копыси и находился вблизи Борисова, но не мог подоспеть к утру 16 ноября к Березине, когда Наполеон с остатками своих войск, переправившись через неё, бежал в Вильно, где позднее Паскевич принял командование 7-м корпусом вместо серьёзно заболевшего Раевского и, в составе отряда Милорадовича, вступил в Герцогство Варшавское.
Во время этой кампании Паскевич получил ордена святой Анны 1-й степени и святого Владимира 2-й степени большого креста. Паскевич по распоряжению главнокомандующего был скоро отряжён в крепость Модлин и стал в Закрочим, чтобы блокировать эту крепость, которую обороняли голландец генерал Данделс и польские генералы Козецкий и Красинский. Скоро из Гауденца прибыли прусские осадные орудия и резервные войска армии князя Лобанова-Ростовского, давшие возможность Паскевичу ещё более стеснить блокаду Модлина. После неудачной вылазки Козецкого началась осада этой весьма важной крепости, во время которой из главной квартиры российского императора получено было извещение о перемирии с французами, причём каждому повелевалось оставаться на тех местах, на которых его известие это застанет. Таким образом, предстояла скучная и продолжительная блокада, во время которой была сформирована в Литве особая Польская армия под начальством Беннигсена; в состав её вошёл и корпус Паскевича, скоро направленный к главной армии через Бреславль, Неймарк и Лигниц к Бунцлау. Вскоре Паскевич принял сражение с войсками маршала Сен-Сира близ местечка Дона и Пирна, после которого Сен-Сир укрылся за дрезденскими укреплениями. Оставив отряд для наблюдения за ним, Беннигсен, по высочайшему повелению, форсированным маршем, несмотря на дожди и ненастье, пошёл к Лейпцигу и принял участие в сражении, причём 26-я дивизия с Паскевичем во главе действовала против Гольцгаузена и Штейнберга, а также Цвейнауендорфа. Благодаря решительному его натиску французы принуждены были отступить; войска польской армии 7 октября, имея 26-ю дивизию впереди, прошли Штетриц, двинулись к Гриммским воротам Лейпцига, ворвались в город и подошли к берегам Эльстера и Плейссы. Город был взят, а Паскевич произведён в генерал-лейтенанты. Вместе с другими войсками армии Беннигсена он должен был, не отходя от Эльбы, наблюдать за крепостями Дрезденом, Торгау и Магдебургом.
Вскоре Польская армия была присоединена к Шведской, стоявшей у Гамбурга, — и дивизия Паскевича подошла на смену дивизии Воронцова. Блокада Гамбурга состояла из мелких кавалерийских стычек. В это время резко обострились отношения между Паскевичем с начальником штаба Польской армии Опперманом, конфликт дошёл до того, что Паскевич на глазах у Оппермана порвал его предписание, после чего потребовал у Беннигсена перевода «в армию», то есть на театр реальных боевых действий. 21 января 1814 года Паскевич был назначен начальником 2-й гренадерской дивизии Гренадерского корпуса. Этому назначению во многом способствовал командир этого корпуса Раевский, который тогда писал о Паскевиче: «С такими генералами в бою достигается невозможное, а в походах спокойно бывает».
Паскевич поспешил в Базель, где узнал, что главная армия атаковала французов при Бриенне. После этого Паскевич явился к императору Александру в Шомоне. Государь принял его ласково, но высказал, что данная ему дивизия очень распущенна и дерётся плохо. Оказалось, по словам Паскевича, что солдаты не имели должного продовольствия, изморились от голодного похода и прибегали к мародёрству и грабежу. Он скоро устроил надлежащим образом продовольственную часть, требовал, чтобы все полки дивизии получали ежедневно по фунту мяса и по чарке водки на человека — и мародёрство и грабежи прекратились. Эта дивизия, вместе с русской гвардией, под общим начальством Барклая де-Толли, отличилась в сражении при Арси-сюр-Обе, а затем под Паршрем.
Находясь в местечке Витри, дивизия Паскевича двинулась на Бельвильские высоты и Мениль-Монтян и дошла до заставы парижской. Паскевич за взятие Парижа был награждён орденом святого Александра Невского. При этом он был рекомендован великому князю Николаю Павловичу императором, сказавшим своему брату: «Познакомься с одним из лучших генералов моей армии, которого я ещё не успел поблагодарить за его отличную службу».
После возвращения русских войск в пределы России, Паскевич в начале 1815 года с дивизией встал в Риге и съездил в отпуск к своим родителям в Малороссию.
Побег Наполеона с острова Эльбы вызвал опять движение русских войск во Францию. Во время битвы при Ватерлоо (4 июня 1815 года) войска Паскевича находились возле Франкфурта-на-Майне. Все союзные войска направились к Парижу, готовясь к торжествам и парадам. Паскевич, тем временем, получил важное задание занять небольшую крепость Туль (близ Нанси-на-Мозеле), французский гарнизон которой хотя и признавал королём Людовика XVIII и присягнул ему, но относился к союзным войскам очень враждебно. Паскевич беспрепятственно сменил гарнизон крепости, после чего двинулся на высочайший смотр при Вертю, а оттуда в Смоленск, где назначена была постоянная квартира 2-й гренадерской дивизии.
При сборах для возвращения в Россию между несколькими русскими солдатами и жителями Бад-Кройцнаха произошла ссора и драка. Комендант Бад-Кройцнаха в своей жалобе Александру I необоснованно обвинил в драке солдат Московского гренадерского полка, входившего в состав дивизии Паскевича. Расследовать это дело было приказано генерал-полицмейстеру армии Эртелю. Командир полка Киприянов был лишён чина, наград и старшинства по службе. Паскевич получил в связи с этим в высочайшем приказе единственный за всё время своей службы выговор. После восшествия на престол Николая I, Паскевич, обретя большее влияние, оказал содействие Киприянову в восстановлении на службе. В дальнейшем объявленный Паскевичу выговор не являлся препятствием к его последовательному награждению знаками отличия беспорочной службы вплоть до знака «За L лет беспорочной службы» (1852).

## Мирная жизнь

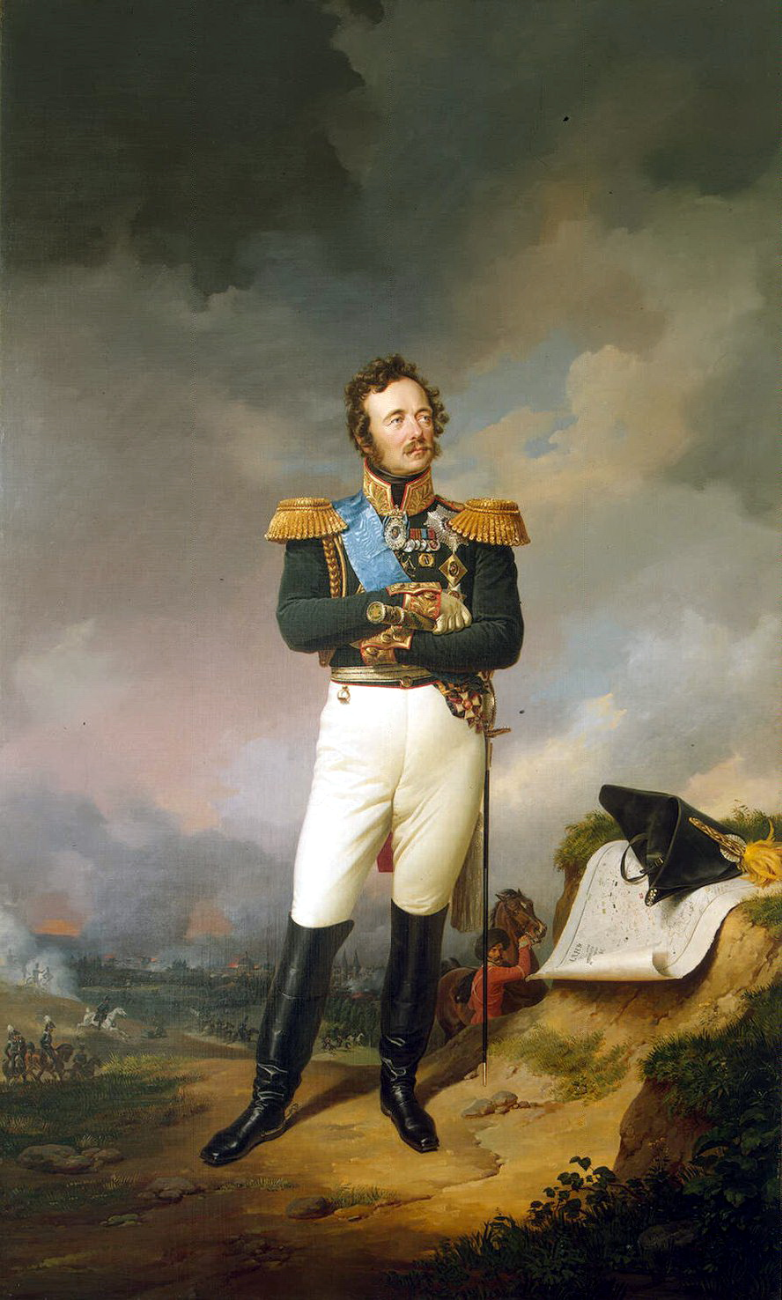
Портрет Ивана Фёдоровича Паскевича. Франц Крюгер, 1834 год.

Между тем, Аракчеев реформировал армию: вместо боевых качеств требовал от офицеров «экзерцирмейстерской ловкости» (экзерцирмейстер — лицо, наблюдающее за выправкой солдат). Это совершенно не нравилось Паскевичу. Он старался, по возможности, избегать применения новых правил и мечтал, вместе с М. С. Воронцовым, уничтожить произвол в наказании нижних чинов. 
После 1815 года этот самый фельдмаршал Барклай де-Толли, который знал войну, подчиняясь требованиям Аракчеева, стал требовать красоту фронта, доходящую до акробатства, преследовал старых солдат и офицеров, которые к сему уже способны не были, забыв, что они еще недавно оказывали чудеса храбрости, спасли и возвеличили Россию… Что сказать нам, генералам дивизий, когда фельдмаршал свою высокую фигуру нагинает до земли, чтобы ровнять носки гренадер? И какую потом глупость нельзя ожидать от армейского майора?
 — с горечью писал Паскевич.
Император Александр I 18 февраля 1816 года поручил Паскевичу подробно расследовать так называемое Липецкое дело, состоявшее, как представляли, в том, что удельные крестьяне Смоленской губернии Липецкого приказа, несмотря на то, что с них было сложено 60 000 рублей недоимки и отпущено на 21 000 рублей хлеба, в виде вознаграждения за убытки, понесённые при нашествии Наполеона в Россию, отказались от платежа податей за 1814 год. Крестьяне же представляли, что они не воспользовались прощением недоимок, ибо подати со всеми жестокостями были взысканы с них бурмистром, который продал на корню их хлеб. Тем не менее, обвиняемые были приговорены к наказанию плетьми через палача, не исключая и двух 80-летних стариков. Пока этот приговор восходил на ревизию в Уголовную палату и Сенат, Паскевич, энергично поведя возложенное на него расследование, увидел, что многие крестьяне посажены в тюрьму и приговорены первой судебной инстанцией только по показаниям приказных и конторских чиновников даже без допроса и донёс государю, что, может быть, бессовестные деяния удельных чиновников облечены формой закона, но по совести они преступны и всякому беспорядку они настоящая причина. Результатом этого расследования было то, что обвиняемые крестьяне были освобождены от наказания и, кроме того, им было назначено денежное пособие. Позднее Паскевич сообщал, что после рассрочки оброчной подати, выдачи пособия крестьянам и смены управляющего Смоленской Удельной конторой, — тишина и спокойствие водворились среди крестьян.
По окончании следствия Паскевич продолжал командовать дивизией в Смоленске, а в 1817 году вступил в брак с двоюродной сестрой А. С. Грибоедова — Елизаветой Алексеевной (1795—1856).

## Путешествие с великим князем
22 июля 1817 года Паскевич получил с фельдъегерем высочайшее повеление прибыть в Петербург, чтобы сопровождать в путешествии по России и Европе брата императора — великого князя Михаила Павловича в статусе его руководителя. Путешествие длилось около двух лет: с августа 1817 до июня 1819 года. Об этом путешествии Паскевич оставил немало любопытных сведений в своих воспоминаниях, написанных им позднее; оно было посвящено преимущественно развлечениям и удовольствиям, и посещениям родственных дворов.
Императрица Мария Фёдоровна в личной встрече с Паскевичем выразила желание, чтобы её сын во время путешествия более занимался гражданской частью и как возможно меньше военной, и чтобы Паскевич старался внушить ему, что для него несравненно важнее узнать внутренний быт государства. Также императрица приказала сыну присмотреться к одной из внучек Кассельского курфюрста (позднее великий князь вступил в брак с принцессой Фредерикой Шарлоттой Вюртембергской).
Сообразно с этим была составлена особая программа для великокняжеских путешествий. Отправившись 11 августа 1817 года из Петергофа путешественники (с ними были ещё бывшие воспитатели Михаила Павловича Глинка и Алединский) посетили Новую Ладогу, Тихвин, Рыбинск, Ярославль, Кострому, Тамбов, Пензу, Воронеж, Казань, Симбирск, Новочеркасск и уже 26 сентября были в Феодосии, проехав по горной дороге, они 3 октября прибыли в Севастополь, где некоторое время отдыхали. Затем, дорогою через Перекоп, Херсон и Николаев великий князь поспешил в Одессу, осматривая на пути войска и едва останавливаясь для ночлегов.
Посетив затем Полтаву, где было осмотрено место Полтавской битвы, путешественники проехали в Харьков, Курск и, следуя далее через Орёл и Тулу, 1 ноября 1817 года прибыли в Москву, где находился государь и вся царская семья. Этим окончилось первое путешествие, во время которого Паскевич часто писал императрице Марии Фёдоровне, удостоившей его лестным рескриптом, при котором была прислана ему золотая табакерка.
14 ноября 1817 года Паскевич был назначен командиром 2-й гвардейской дивизии, но в командование ею не вступил, потому что, вследствие жалоб удельных крестьян Гжатского уезда, в декабре 1817 года был снова послан на расследование дела, подобного Липецкому.
В начале марта 1818 года Михаил Павлович в сопровождении Паскевича выехал из Москвы в Варшаву. Побывав затем в Берлине, Веймаре, Касселе и Голландии, путешественники отправились в Англию. Однако великий князь скучал при разных осмотрах, а потому, объехав быстро Англию и Шотландию, он поторопился в Веймар, где в то время гостила у своей дочери его августейшая мать. 5 ноября 1818 года Паскевич отправился с великим князем через Страсбург в Лозанну, где они остановились у Сезара Лагарпа, который проводил их через Женеву в Италию. 15 ноября 1818 года Паскевич был награждён алмазными знаками к ордену Св. Александра Невского.
Посетив весной 1819 года главные города Италии, великий князь с Паскевичем в Риме представились папе, провели там масленицу, а затем поехали в Неаполь; оттуда через Болонию, Венецию и Тироль они прибыли в Вену, а затем 3 июня 1819 года вернулись в Царское Село. В тот же день Паскевич высочайшим приказом был назначен состоять при великом князе, который тогда же вступил, будучи генерал-фельдцейхмейстером, в управление всей артиллерией.
Во время путешествия Паскевич, имея статус руководителя великого князя Михаила Павловича, вынужден был неоднократно использовать свои полномочия, требуя от Михаила Павловича выполнять указания его матери Марии Фёдоровны. Так, во время пребывания в Одессе Михаил Павлович проигнорировал требование Паскевича продолжить ведение путевого журнала. Паскевич отреагировал на это следующим образом: «…я, несколько возвысив тон, потребовал немедленного исполнения обязанностей относительно Матушки. Я Вам не свою волю передаю, сказал я великому князю, a повеление Её Величества, а потому извольте, Ваше Высочество, беспрекословно повиноваться. Я сознавал, <…> что мои резкости могут мне повредить, и что легко ими воспользоваться, чтобы, представив Государю все в превратном виде, отослать меня на прежнее место, но уже с чернотою неспособности. Но если твердость духа часто вредит и задерживает возвышение по службе, то, по крайней мере, она не извращает ум человека до полной неспособности, как это почти всегда бывает при постоянной льстивости и искательстве.»

## 1820—1826
Вскоре политические события в Западной Европе и революционное движение в Италии вынудили Александра I направить к западным границам России войска гвардии двумя колоннами, причём Паскевич 11 мая 1821 года был назначен начальником 1-й гвардейской пехотной дивизии, а также 2-й колонны войск. Гвардия едва успела дойти до Вильно, как политическая ситуация, вызвавшая это движение, изменилась; однако император, полагая, что либеральное движение среди офицеров вдали от столицы если не прекратится, то, по крайней мере, ослабеет, приказал разместить гвардию по городам и сёлам шести северо-западных губерний.
Паскевич поэтому жил с супругой в Вильно. Там у них родились дочери-двойняшки.
17—19 сентября 1821 года при Бешенковичах (под Витебском) состоялись манёвры и генеральный смотр гвардейских частей в присутствии императора. Александр I отпраздновал своё «примирение» с гвардией, которая «для проветривания либерального духа» была передвинута к западным границам и пятнадцать месяцев значилась в «карантине». После этого Паскевич с 23 января 1822 года вступил временно в командование гвардейским корпусом, 30 апреля сдал командование. Затем, после высочайшего смотра, прошедшего 22 мая, возвратился вместе с гвардией в Петербург.
12 декабря 1823 года произошло важное для семьи Паскевичей событие — жена Паскевича Елизавета Алексеевна по инициативе императрицы Марии Фёдоровны была пожалована малым крестом ордена Святой Екатерины. Такое награждение представляло собой исключение из неписаного правила, согласно которому муж награждаемой должен был состоять в чине не ниже 2-го класса Табели о рангах, либо иметь звание генерал-адъютанта.
25 ноября 1824 года Паскевич был назначен временным военным губернатором Выборгской стороны. Это губернаторство, наряду с двумя другими, было учреждено в связи с последствиями наводнения, произошедшего в Санкт-Петербурге 7 ноября 1824 года.
12 декабря 1824 года был пожалован званием генерал-адъютанта. 27 февраля 1825 года Паскевич был назначен командиром 1-го пехотного корпуса, главная квартира которого была в Митаве, куда он и переехал с семьёй.
Будучи в Митаве, он в начале декабря 1825 года получил известие о смерти Александра I. Последовавшие после этого события 14 декабря (Восстание декабристов) вызвали Паскевича в Петербург. 1 июня 1826 года Николай I подписал манифест об учреждении Верховного уголовного суда над декабристами — Паскевич вошёл в состав суда среди особо назначенных военных и гражданских лиц. Паскевич не состоял ни в одной из образованных судом комиссий и сколько-нибудь деятельного участия в его работе не принимал. Суд завершился в начале июля, после чего Паскевич отправился в Москву для участия в коронации Николая I и Александры Фёдоровны, состоявшейся 22 августа (3 сентября) 1826 года.

## Кавказ
Могучий мститель злых обид

Кто покорил вершины Тавра

Пред кем смирилась Эривань

Кому суворовского лавра

Венок сплела тройная брань

### Русско-персидская война 1826—1828
За две недели до коронации Николая I Паскевич был отправлен командовать войсками на Кавказ, где иранцы вторглись в закавказские провинции, заняли Ленкорань и Карабах, после чего двинулись к Тифлису. На Кавказе в то время главнокомандующим Отдельным Кавказским корпусом был А. П. Ермолов. По мнению самого Паскевича, Ермолова отстранили от командования за самоуправные поступки, за то, что войска были распущены, в дурном состоянии, без дисциплины, и за то, что в корпусе воровство было необыкновенное; люди были неудовлетворены жалованием за несколько лет, во всём нуждались, материальная часть находилась вся в запущении. Вновь коронованный Николай I хотел на место Ермолова назначить А. Я. Рудзевича, но это намерение осталось не исполненным. Новый император был не лучшего мнения о Ермолове и прямо писал И. И. Дибичу: «Я Ермолову менее всех верю».
Получив от Ермолова донесение о вторжении персов, Николай I направил к нему Паскевича, передав ему командование войсками, причём формально он подчинялся Ермолову, что привело к личной вражде между ним и Ермоловым, в результате чего Ермолов позднее был отозван с Кавказа.
По пути на Кавказ Паскевич получил чин генерала от инфантерии. По прибытии он узнал, что для действий против персидских войск и восставших жителей Талышского и Ширванского ханств Ермоловым сформированы два отряда: один против Елизаветполя, под начальством В. Г. Мадатова, а другой — против Эривани. 3 сентября 1826 года Мадатов провёл удачный бой при Шамхоре, после чего, по прибытии к отряду Паскевича, он занял Елизаветполь. Затем двинулся навстречу Аббасу-Мирзе, направлявшемуся с крупным войском к Елизаветполю. Сражение произошло 14 сентября, персы были совершенно разбиты. Паскевич донёс об этом государю и Ермолову и был награждён золотой шпагой, украшенной алмазами и лаврами, с надписью «За поражение персиян при Елизаветполе».
Ермолов не решился вторгнуться в Эриванское ханство, как предлагал Паскевич, а занялся изгнанием мятежных ханов из Ширванской и Кубинской областей, в то время как сам Паскевич перешёл вброд реку Аракс и возвратил на российскую территорию около 600 семейств, угнанных персами. Он встал 25 сентября лагерем при реке Черскени, а сам скоро вернулся в Тифлис, откуда писал Дибичу, что не находит для себя возможным продолжать службу с Ермоловым, что здоровье его не позволяет ему пребывать на Кавказе и поэтому он просит отозвать его обратно в Россию. Вместе с тем, он доносил о результатах своих инспекторских смотров некоторых кавказских войск, которые найдены были им в весьма неудовлетворительном состоянии, и жаловался на вынужденное бездействие, на неудовлетворительность плана первой кампании, на трудности предстоящего весеннего похода и т. д. В таком же роде Паскевич писал генерал-квартирмейстеру графу Сухтелену, помощнику Дибича. Всё это доводилось до сведения императора. Было очевидно, что отношения между Ермоловым и Паскевичем обострились до полной невозможности совместного служения. При этом каждый из них отдельно составил и послал в Генеральный штаб свои предложения о предстоящей кампании, которые являлись замечаниями на план военных действий, составленный Дибичем и присланный из Петербурга.
Вскоре в Тифлисе было получено высочайшее согласие на план кампании, представленный Ермоловым. В Тифлис прибыл Дибич, уполномоченный действовать по обстоятельствам. В своих донесениях Дибич писал о неспособности Паскевича заменить Ермолова. По мнению Дибича, Паскевич был слишком доверчив и вовсе не знаком с гражданским управлением края. Однако, по решению императора, Ермолов был уволен, а 28 марта 1827 года Паскевич вступил в командование Отдельным Кавказским корпусом и был назначен на должности главноуправляющего Грузией, Астраханской губернией и Кавказской областью. Из Кавказского корпуса были удалены генералы Мадатов и А. А. Вельяминов. Дибич вскоре уехал из края, и Паскевич приступил к решительному покорению Эриванской области.
Паскевич вёл постоянную переписку с Николаем I и Главным штабом, но многие принципиальные дипломатические и военные решения принимал самостоятельно, поскольку депеши из Петербурга в Закавказье шли около 35 дней. Паскевич перешёл за Аракс, занял Нахичевань и обложил защищавшую этот город крепость Аббас-Абад. Разбил при Джевань-Булане персов, спешивших под начальством Аббаса-Мирзы на выручку крепости, которой Паскевич овладел 7 июля. 11 августа 1827 года Паскевич был награждён за это орденом Святого Владимира 1-й степени. Двинувшись после этого к Эривани, Паскевич овладел крепостью Сардар-Абад, находившейся на его пути, перешёл реку Зангу и 5 октября, после упорной осады, овладел Эриванью — столицей Эриванского ханства, за что удостоился ордена святого Георгия 2-й степени. Таким образом, две большие области Закавказья были покорены в три месяца.

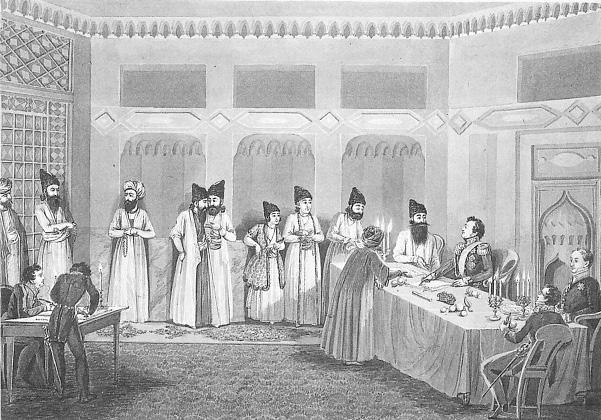
Генерал от инфантерии И. Ф. Паскевич и принц Аббас-Мирза на подписании мирного договора в Туркманчае

Известие о покорении Эривани произвело удручающее влияние на персов: они предпочитали отступать или сдаваться русским войскам при их приближении. 13 октября 1827 года генералом Г. Е. Эристовым по приказу Паскевича был занят Тавриз, где было захвачено 50 артиллерийских орудий, более 1000 ружей, значительное количество боеприпасов и продовольствия, а также единственный в Персии литейный завод. Со взятием этого города занята была и вся провинция Азербайджан (южнее реки Аракс), после чего Аббас-Мирза начал переговоры о мире. В качестве необходимого условия перемирия Паскевич выдвинул требование выплаты Персией части контрибуции до подписания мирного договора. Аббас-Мирза принял это условие, но в условленный срок не выполнил его. Это послужило причиной возобновления военных действий, и во второй половине января 1828 года русскими войсками были заняты Урмия, Марага и Ардебиль. Паскевич продолжил движение к Тегерану. Персидский двор оказался в безвыходном положении и 1 февраля на русский аванпост прибыл вьючный транспорт, доставивший первую часть контрибуции — 6 миллионов рублей золотыми монетами, ещё 4 миллиона рублей были доставлены через несколько дней. Определяя общий размер контрибуции (20 миллионов рублей) Паскевич исходил из агентурных сведений, согласно которым в шахской казне имелось драгоценных металлов на сумму, не превышающую 22 миллионов рублей. 10 февраля 1828 года был подписан мир с Персией в деревне Туркманчай, по которому Персия уступала России Эриванское и Нахичеванское ханства, а также обязывалась выплатить 20 млн рублей серебром контрибуции. За это, именным Высочайшим указом, от 15 (27) марта 1828 года, генерал-адъютант, генерал от инфантерии Иван Фёдорович Паскевич был возведён, с нисходящим его потомством, в графское Российской империи достоинство, с именованием граф Паскевич-Эриванский, и получил из контрибуции миллион рублей ассигнациями.

### Участие в Русско-турецкой войне 1828—1829 годов

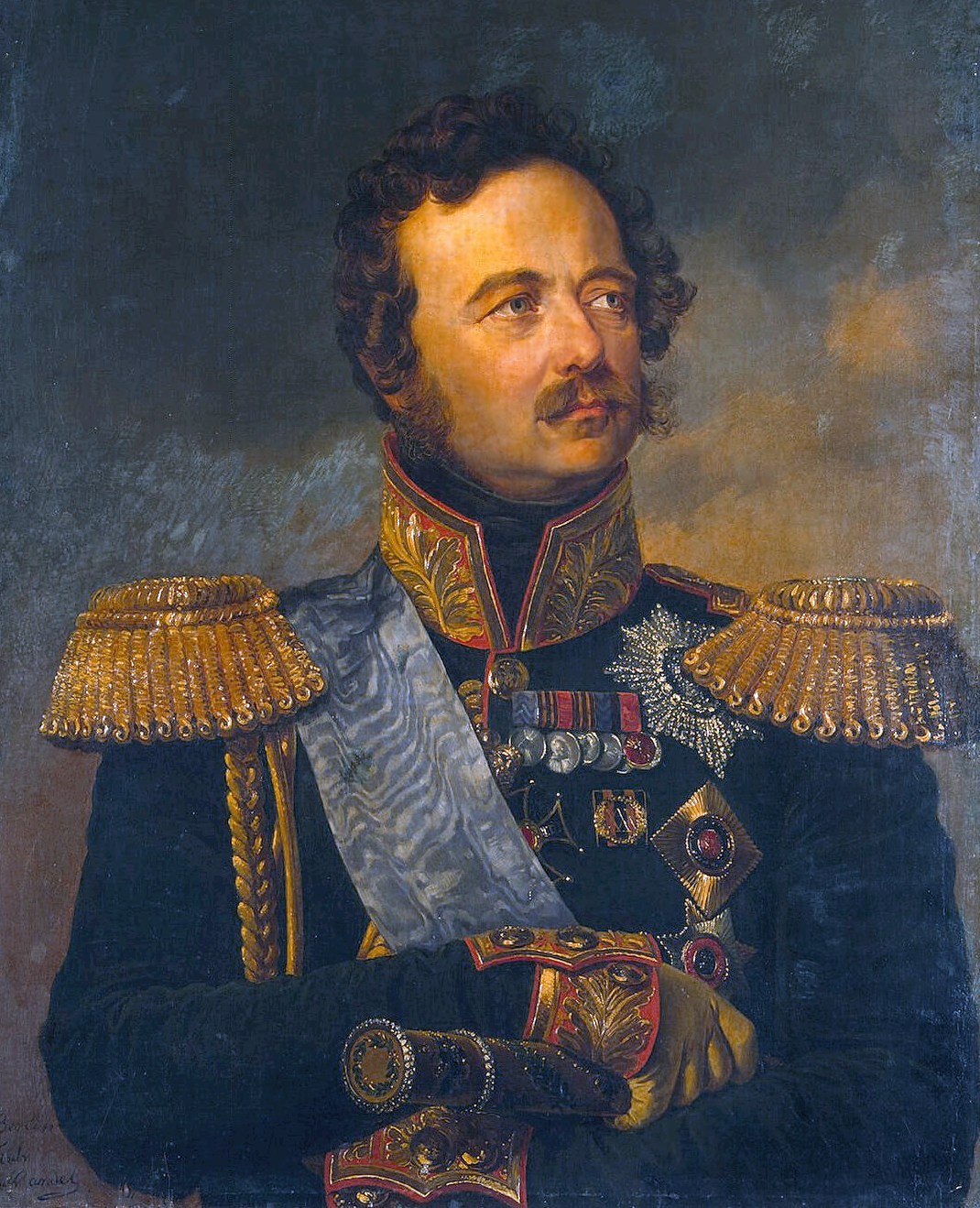
Портрет И. Ф. Паскевича

14 (26) апреля 1828 года Николай I, возмущённый нарушениями прежних договорённостей о судоходстве в черноморских проливах со стороны турок и иными провокационными действиями Порты, объявил войну оттоманской Порте. И приказал русским войскам, стоявшим до тех пор в Бессарабии, вступить в оттоманские владения. Военные действия, несколько позже, также начались в Азии; по общему плану военных действий, Паскевич, для отвлечения сил турок от главного театра войны на Балканском полуострове, должен был напасть на их азиатские владения.
Лично командуя войсками, он выдвинулся 14 июня 1828 года из Гумров к Карсу, под стенами его разбил турецкую кавалерию и затем, осадив эту крепость, принудил её сдаться со значительным количеством орудий и пороха. Затем был совершён переход через высокий Чатырдагский хребет. Паскевич подошёл к крепости Ахалкалаки и взял её штурмом 23 июля, после чего сдалась и близлежащая крепость Хертвис. Тем временем другим отрядом войска была взята крепость Поти. Паскевич, назначенный шефом Ширванского пехотного полка, двинулся от Ахалкалаки к крепости Ахалциху и, разбив многочисленную турецкую кавалерию, пришедшую ей на помощь, начал её осаду. В это время подошла турецкая армия в 30 000 человек и встала в укреплённой позиции в трёх верстах от города. После упорного сражения, продолжавшегося целый день, эта армия была разбита 9 августа, а затем был произведён 15 августа штурм Ахалциха, который капитулировал 16 августа.
Высочайшей грамотой от 22 сентября 1828 года Паскевич был пожалован кавалером ордена святого Андрея Первозванного; Ширванский пехотный полк был назван его именем.
Пользуясь ужасом, наведённым на турок, Паскевич занял крепости Ацхур, Ардаган, Баязет и Диадин. Затем направил часть войска для отдыха в Грузию в октябре 1828 года. Назначенный новый турецкий сераскир Салег-Паша Мандайский в феврале 1829 года решился отнять Ахалцих, обложил его и неоднократно штурмовал эту крепость. Паскевич послал И. Г. Бурцева и Н. Н. Муравьёва с отрядами освободить Ахалцых, что и было ими исполнено, а сам, ввиду значительных приготовлений турок к новой кампании, стал между Карсом и Ардаганом, чтобы действовать по усмотрению прямо на Эрзерум. Турки же сосредоточились на Саганлугском хребте, через который идёт дорога из Карса в Эрзерум.
19 июня корпус Паскевича под его личным предводительством атаковал позиции Салег-Паши и одержал полную победу. «Паскевич гнал сераскирскую армию на протяжении 30 верст… Вся дорога, по которой бежали расстроенные войска сераскира, усеяна была убитыми». На следующий день Паскевич атаковал лагерь Гагки-Паши. Колонна, лично возглавляемая Паскевичем, первой ворвалась в лагерь. В этом бою противник потерял 3 тысячи убитыми и 1,5 тысячи ранеными. Гагки-Паша с его штабом был взят в плен. В качестве трофеев было захвачено 31 орудие, большие артиллерийские и провиантские запасы. «В течение двух дней уничтожены были две армии, втрое превосходившие численность русских войск, предводительствуемых графом Паскевичем».
После этих боёв Паскевич направился к Эрзеруму, 25 июля подошёл к этой столице Анатолии и потребовал её сдачи. Несогласие на это турок заставило Паскевича овладеть укреплённой высотой Топ-Даг, после чего Эрзерум сдался. Паскевич, только что награждённый алмазными знаками ордена святого Андрея Первозванного за поражение турок, за покорение Эрзерума был пожалован орденом святого Георгия 1-й степени.

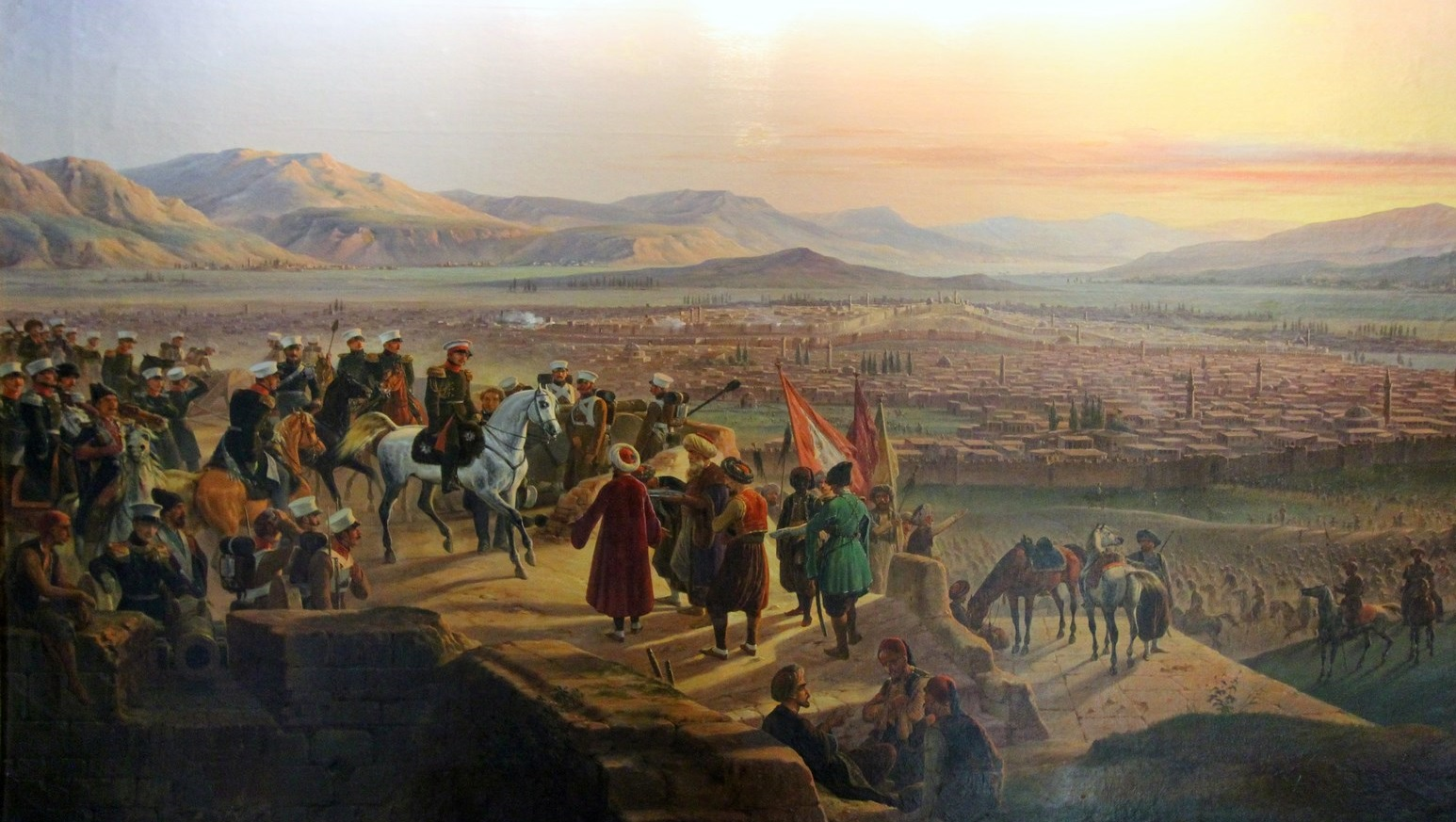
Паскевич принимает капитуляцию турецких войск в Эрзеруме

Тем временем горные племена лазов покусились вытеснить русские войска из крепости Байбурта. Паскевич лично двинулся на них и рассеял их совершенно. После этого он делал небольшие экспедиции в разные стороны от Эрзерума для изгнания неприятельских отрядов.
Война завершилась подписанием 2 сентября 1829 года Адрианопольского мирного договора, согласно которому часть территорий, завоёванных войсками под командованием Паскевича, включая Карс, была возвращена Турции. Паскевич обратился к Николаю I с предложением предоставить возможность армянам и грекам, проживающим на таких территориях и оказавшим поддержку русским войскам, переселиться в Российскую империю с тем, чтобы избежать преследований со стороны турецких властей. При этом Паскевич просил разрешения потратить на такое переселение около 1 млн рублей, выделенных ему в начале войны на непредвиденные расходы. Ходатайство было утверждено императором и около 100 тысяч человек переехали на казённые российские земли, при этом каждой переезжающей семье было выделено в среднем по 25 рублей.

### Усмирение горцев и управление краем

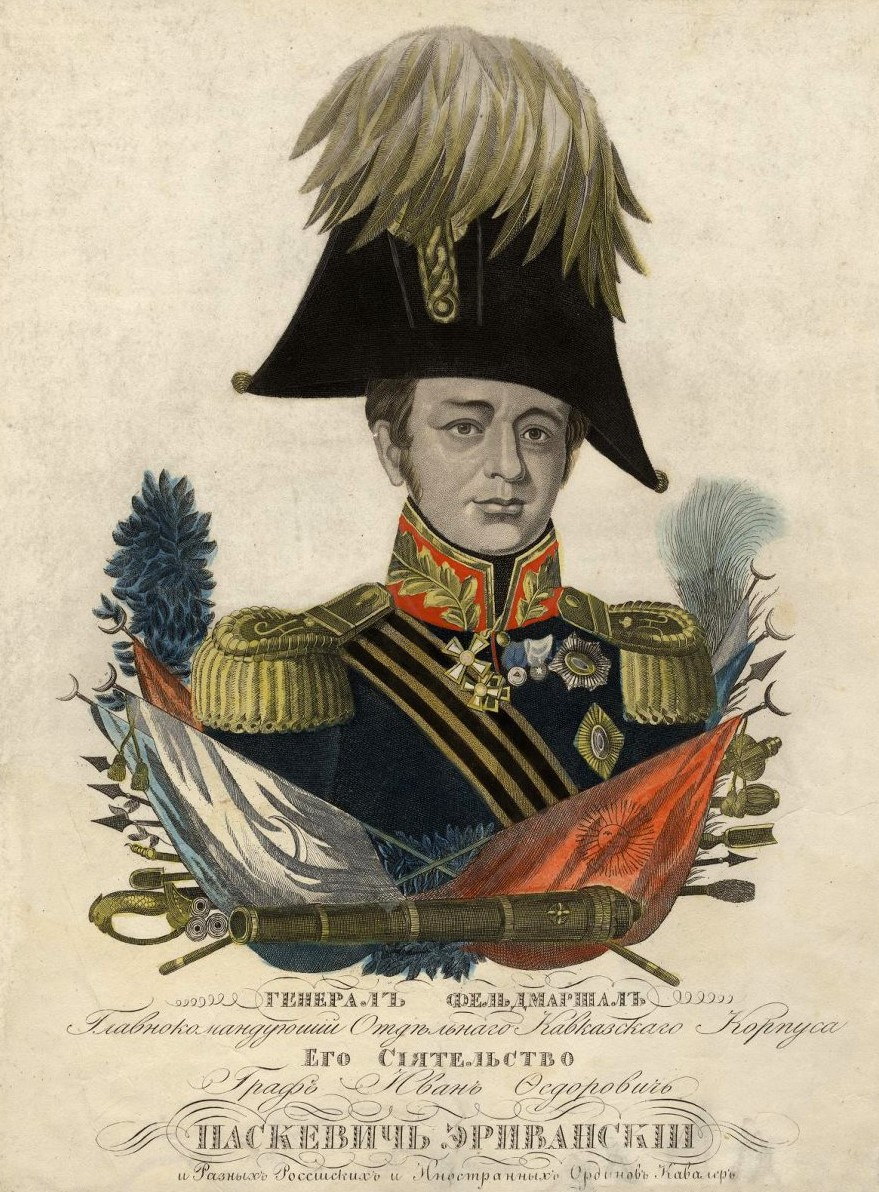
Паскевич-Эриванский на лубочной картинке, 1830 год

После заключения мира с Оттоманской Портой прекратились военные действия в Малой Азии, после чего на Паскевича, пожалованного в чин генерал-фельдмаршала, возложено было покорение горских народов, населявших Кавказские горы. Он начал действовать в 1830 году, принудил белаканских лезгин дать присягу на подданство и заложил крепость при Закатальском ущелье. Направившись затем на северную сторону Кавказа, он постепенно стеснял горцев за Кубанью, возводил укрепления в земле шапсугов и абадзехов, овладел тесниной Гагры, занял мыс Соук-Су и Пицундскую бухту, а затем переправился на левый берег Кубани, ниже Екатеринодара, где рассеял шапсугов и истребил множество их аулов.
Хотя военное и гражданское управление Грузией в 1827—1828 годах было возложено на особое лицо (генерал-адъютанта Сипягина), но оно находилось под прямым подчинением Паскевича, который был часто недоволен распоряжениями Сипягина, обращавшего своё внимание преимущественно на постройки и украшения города, тогда как укрепления и в особенности суд и полиция были в самом неудовлетворительном состоянии. Паскевич же обращал внимание на исправление всех укреплений, искоренение, по возможности, всех вопиющих злоупотреблений в сферах суда и администрации в этом крае. Он содействовал также заселению края русскими людьми. Вместе с тем он составил положение об управлении армяно-григорианской церковью, а также о преобразовании благородного училища в Тифлисе — в гимназию. По его представлению в этом же городе был учреждён Институт благородных девиц и начато обустройство публичной библиотеки. Он также положил основание газете «Тифлисские ведомости». В его честь была названа центральная площадь, прилегающая к Городской думе. В его же управление была окончательно присоединена (в 1828 году) к Российской империи Гурия. Климат Кавказа неблагоприятно влиял на здоровье Паскевича, и в конце 1830 года, готовясь к зимней экспедиции против некоторых чеченцев, он занемог и просил государя вызвать его с Кавказа.
По май 1831 года Паскевич совмещал должности главноуправляющего гражданской частью в Грузии, Астраханской губернии и Кавказской области; главнокомандующего Отдельным Кавказским корпусом и командующего Каспийской военной флотилией.

## Усмирение Польши (1831)

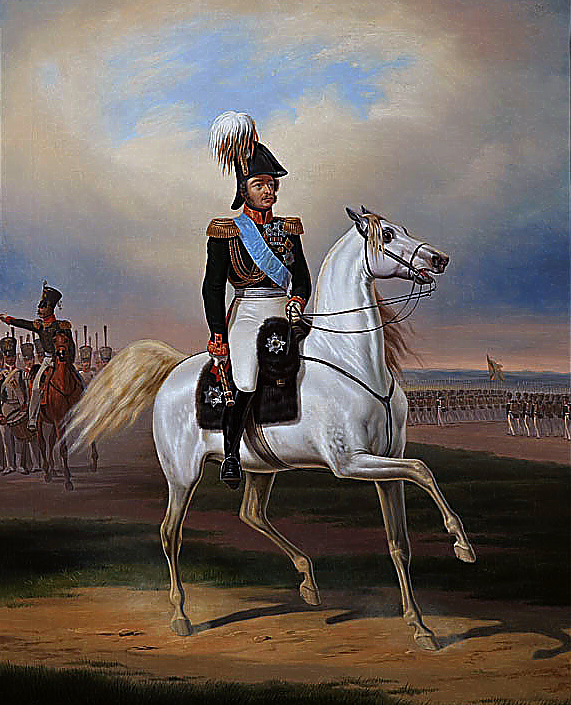
Паскевич на картине Я.Суходольского, около 1841 г.

После смерти генерал-фельдмаршала И. И. Дибич-Забалканского усмирение вспыхнувшего в 1830 году польского мятежа было возложено на графа Паскевича. Он прибыл 13 июня 1831 года в Пултуск к главным силам армии, двинулся из Плоцка вниз по Висле, переправился близ прусской границы у Оськи, обошёл сильную армию поляков под начальством Скржинецкого и оттеснил его к Варшаве. Желая избежать кровопролития, Паскевич предложил полякам условия сдачи, которые были ими отвергнуты. 25 августа Паскевич начал штурм Варшавы, в ходе которого он был ранен ядром в левую руку.
26 августа Паскевич направил Николаю I депешу, которая начиналась словами: «Варшава у ног Вашего Императорского Величества». Выбор Паскевичем курьера был символичным — победную реляцию доставил императору штабс-ротмистр Александр Суворов — внук великого полководца. За эту победу именным высочайшим указом от 4 (16) сентября 1831 года, главнокомандующий действующей армией, генерал-фельдмаршал, граф Иван Фёдорович Паскевич-Эриванский был возведён, с нисходящим его потомством, в княжеское Российской империи достоинство, с титулом светлости и наименованием Варшавский, а малолетний сын его Фёдор пожалован в прапорщики Эриванского имени его отца полка. Полным его именем с этого времени стало светлейший князь Варшавский, граф Иван Фёдорович Паскевич-Эриванский. После сдачи Варшавы война продолжалась недолго; отдельные отряды польских войск были рассеяны или обезоружены, а главная армия польская, стоявшая близ Модлина, была оттеснена Паскевичем в Пруссию, где и сложила оружие.

## Польский наместник

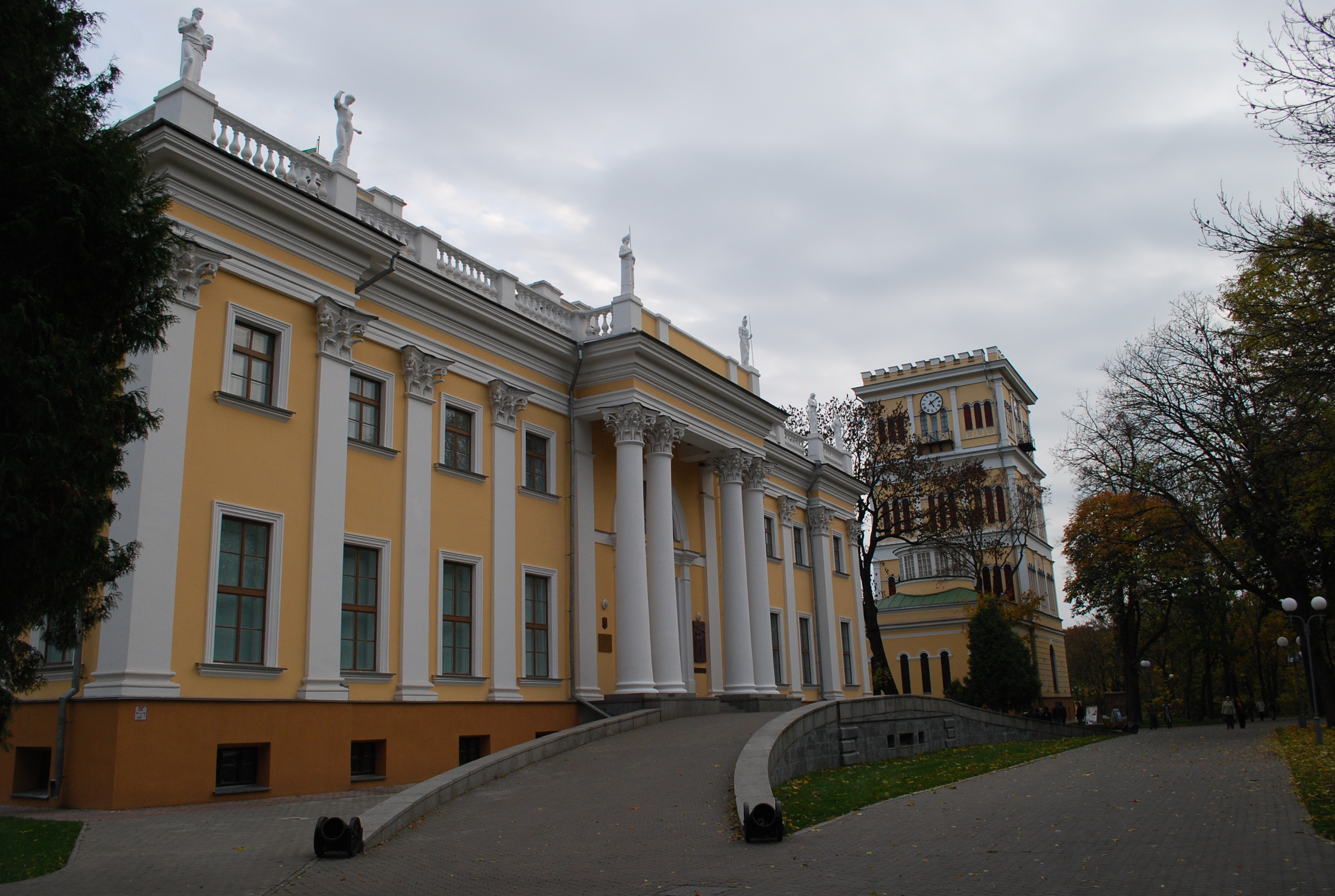
Дворец Паскевичей в Гомеле, выкупленный им у Румянцевых в 1834 году.

После усмирения польского мятежа император Николай I назначил князя Паскевича наместником Польши (1832).
В 1840 году Николай I приказал переименовать в Польше город-крепость Демблин — в честь Ивана Паскевича — в Ивангород, где он строил крепость.
Паскевич проводил политику русификации, строил дороги и фортификационные сооружения (Александровская цитадель в Варшаве, Ивангородская крепость и Новогеоргиевск). Польские националисты составили два безуспешных заговора против Паскевича в 1833 и 1844 годах.
Во время визитов Паскевича в Санкт-Петербург официальным местом его пребывания являлся Шепелевский дворец.
Из-за многочисленной бумажной работы по управлению краем у Паскевича ухудшилось зрение, что до крайности тревожило императора, неоднократно в письмах своих советовавшего Паскевичу лечиться.

## Усмирение Венгрии (1849)

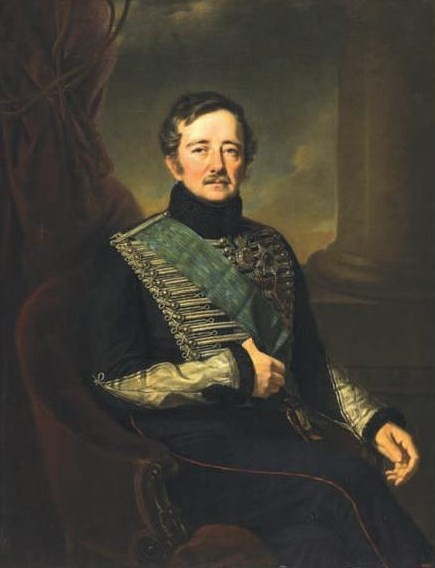
Портрет И. Ф. Паскевича кисти Яна Ксаверия Каневского (1849 год)

Венгерское восстание вынудило императора Австрии Франца-Иосифа обратиться за помощью к России. Русский и австрийский императоры 5 мая 1849 года встретились в российской Варшаве и согласовали план усмирения Венгрии.
Главой русского экспедиционного корпуса назначили Ивана Фёдоровича Паскевича. 5 июня 1849 года он вступил в Венгрию. В то же время другие два отряда, под командованием Лидерса и Гротенгельма, вступили в Трансильванию.
Провожая фельдмаршала в поход, русский император вместо инструкций произнёс: «Не щади каналий!».
После поражения венгерской армии Гёргея под Коморном (30 тыс. человек), 1 августа Паскевич принял капитуляцию мятежников. 25 сентября он торжественно вернулся в Россию, написав в рапорте императору: «Венгрия у ног Вашего Императорского Величества».
За успешное окончание этой кампании, рескриптом от 4 августа 1849 года, Паскевичу было предоставлено право пользоваться теми же воинскими почестями, какие воздаются только особе Его Императорского Величества.
5 октября 1850 года в Варшаве состоялся торжественный парад войск в честь 50-летнего служебного юбилея Ивана Фёдоровича Паскевича. Присутствовавший на церемонии император Николай I вручил юбиляру новый образец фельдмаршальского жезла с надписью «За двадцатичетырехлетнее предводительство победоносными русскими войсками в Персии, Турции, Польше и Венгрии», а король прусский и император австрийский возвели его также в фельдмаршалы своих войск.

## Последние годы

### Крымская война
Продолжая по-прежнему управлять своим краем, Паскевич снова был вызван на театр военных действий, происходивших на Дунае, вследствие войны России с Турцией. Смелый план императора Николая I, состоявший в быстром движении через Балканские горы, был под влиянием Паскевича существенно изменён на более осторожный, в основании которого лежало предварительное занятие различных крепостей на Дунае. Русские войска под предводительством М. Д. Горчакова вступили в Молдавию и Валахию, и в 1853 году произвели уже несколько сражений с турецкими войсками под Ольтеницей, Четати, Калафатом и т. д. Тогда по высочайшему повелению главнокомандующим на западных и южных границах был назначен в 1854 году Паскевич, прибывший 3 апреля в Дунайскую армию. Он немедленно принял командование над войсками 3-го, 4-го и 5-го армейских корпусов и, сделал новые распоряжения о размещении их, скоро приблизился к Силистрии. Предполагая заняться её осадой, 28 мая Паскевич лично делал рекогносцировку, причём был сильно контужен ядром; это вынудило его сдать командование армией опять Горчакову и выехать 1 июня в Яссы, откуда продолжал руководить войсками. В июле — августе Паскевич руководил выводом русских войск из Валахии и Молдавии. Во время вывода войск на территории Дунайских княжеств не был оставлен ни один человек из 27 тысяч раненых и больных. Вместе с русскими войсками в Россию ушло немалое количество румын, болгар и сербов. Завершив вывод войск, Паскевич, с позволения Николая I, для поправления здоровья и отдыха, выехал в своё гомельское имение, а затем — в Варшаву.
В конце 1854 года добровольно выехал в действующую армию в Крым. 5 ноября, находясь на гостевой яхте, стоящей в Севастопольской бухте, едва не погиб из-за начавшегося на Чёрном море шторма. Вскоре вновь вернулся в Варшаву.

### Смерть
Хотя Паскевич и оправился от контузии настолько, что был в состоянии снова вступить в управление Царством Польским, она сильно повлияла на его здоровье. Он стал угасать, а различные недуги быстро развивались. Тяжело переживал смерть Николая I. Узнав об оставлении русскими Севастополя, окончательно слёг в постель.
Скончался в Варшаве в возрасте 73 лет 20 января 1856 года в 10 часов утра, удостоившись получить в 1855 году от нового императора особый знак монаршей к нему милости, именно — портреты обоих государей Николая I и Александра II, для ношения в петлице. Незадолго до своей кончины Паскевич завещал в фонд Государственного инвалидного капитала 50 тысяч рублей серебром. На эти деньги он просил содержать ежегодно 200 человек увечных нижних чинов (изувеченных и тяжело раненных солдат).
По отпевании тела в кафедральном Свято-Троицком соборе останки фельдмаршала по его желанию были преданы земле в селе Ивановском (бывшем Демблине). Во всех войсках и в целом Царстве Польском был объявлен траур на девять дней, в течение которого все театры были закрыты.
Вскоре после кончины Паскевича в Варшаве, в Краковском предместье, перед дворцом наместника было начато сооружение ему памятника, который был торжественно открыт 21 июня 1870 года в присутствии императора Александра II.
В 1889 году останки И. Ф. Паскевича и его жены Елизаветы Алексеевны, урождённой Грибоедовой, были перезахоронены в семейной усыпальнице князей Паскевичей, выстроенной его сыном Фёдором в Гомеле.

## Жена и дети

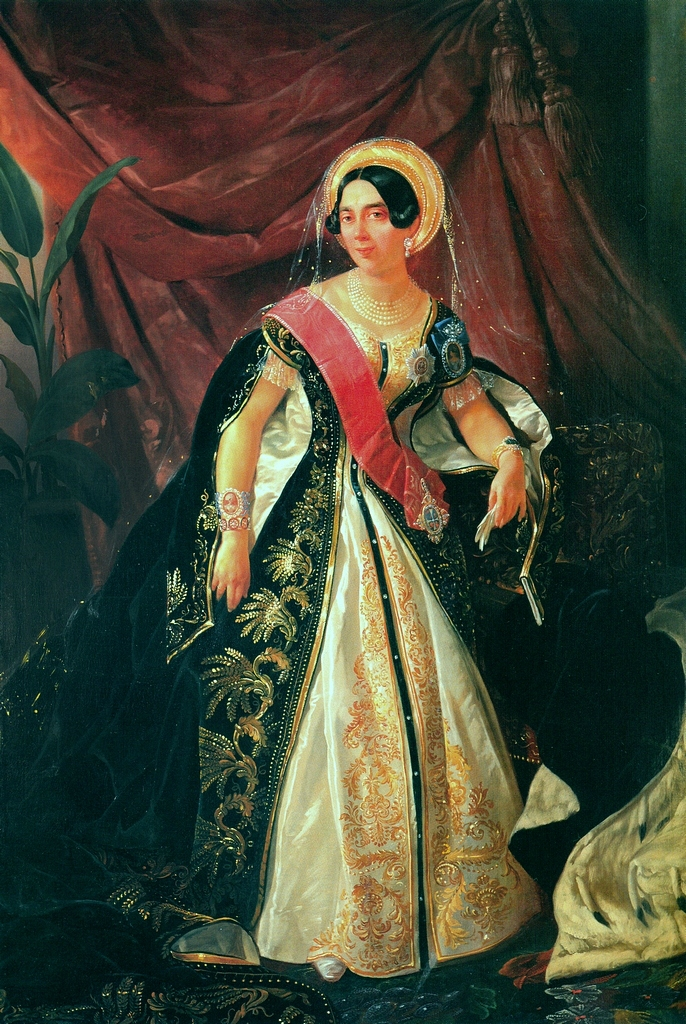
Елизавета Алексеевна Паскевич, светлейшая княгиня Варшавская, урождённая Грибоедова

В браке с Елизаветой Алексеевной Грибоедовой (1791—1856), дочерью московского богача А. Ф. Грибоедова и княжны Александры Сергеевны Одоевской, имел трёх дочерей и сына.
- Александра (1821—1845), жена флигель-адъютанта П. А. Балашова; у них сыновья Николай, Михаил, Иван.
- Анастасия (1822—1892), жена флигель-адъютанта князя М. Б. Лобанова-Ростовского (старший брат будущего министра иностранных дел); их дочь Мария за егермейстером В. В. Скарятиным.
- Анна (1822—1901), близнец, жена генерал-майора князя М. Д. Волконского; их дочь Елизавета стала женой князя Анатоля Куракина (ум. 1936).
- Фёдор (1823—1903), генерал-лейтенант, единственный наследник, детей не было.

## Память

### Памятники
- Памятник Ивану Паскевичу был установлен в Варшаве на площади дома наместника в Краковском предместье и торжественно открыт 21 июня 1870 года в присутствии императора Александра II (скульптор Н.Пименов; снесён поляками в 1917 году).
- В Великом Новгороде фигура Паскевича помещена на памятнике «Тысячелетие России» среди 129 фигур самых выдающихся личностей в российской истории (на 1862 год).
- Памятник-бюст Паскевича в Ереване на холме Паскевича в районе Норагюх. Открыт заново 5 декабря 2003 года. Бюст изваял скульптор Беник Петросян в 1978 году к 150-летию присоединения Восточной Армении к России. Установленный в городе Кировакане бюст пропал после разрушительного землетрясения в Армении и был найден усилиями общественной организации «Друзья России»[55]. В 2022 году при поддержке Русского дома в Ереване торжественным мероприятием было отмечено 240-летие со дня рождения Ивана Федоровича. К круглой дате произвели также реставрацию памятника. Руководитель Русского дома в Ереване Вадим Фефилов отметил[56][57]:

Сегодня мы отмечаем 240-летие настоящего русского офицера Паскевича. Иван Федорович чувствовал, что армяне — братский народ, за землю которого он боролся, не страшась сложить голову на поле боя. Конечно, многие армяне знают, что Эриванская крепость была освобождена благодаря Ивану Паскевичу, но мало кто знает, что и Армянская область была образована его стараниями. Да-да, русский полководец активно занимался вопросами благоустройства края. Его очень беспокоило положение армян. И этот памятник — лишь малая дань, которую мы можем воздать истинному герою
- Памятник-бюст в Гомеле (был снесён в советское время)[58]. Восстановлен к 2007 году[59][60] (скульптор — Дмитрий Попов).
- Мемориальная доска в Полтаве на доме 8 по улице Октябрьской была торжественно открыта и освящена к 230-летию фельдмаршала, 17 мая 2012 года[61]. Демонтирована 27 июля 2022 года согласно решению исполкома городского совета Полтавы[62].
- В 2015 году на территории Армянской Апостольской церкви Григория Просветителя в городе Белореченск был открыт бюст Паскевича[63].

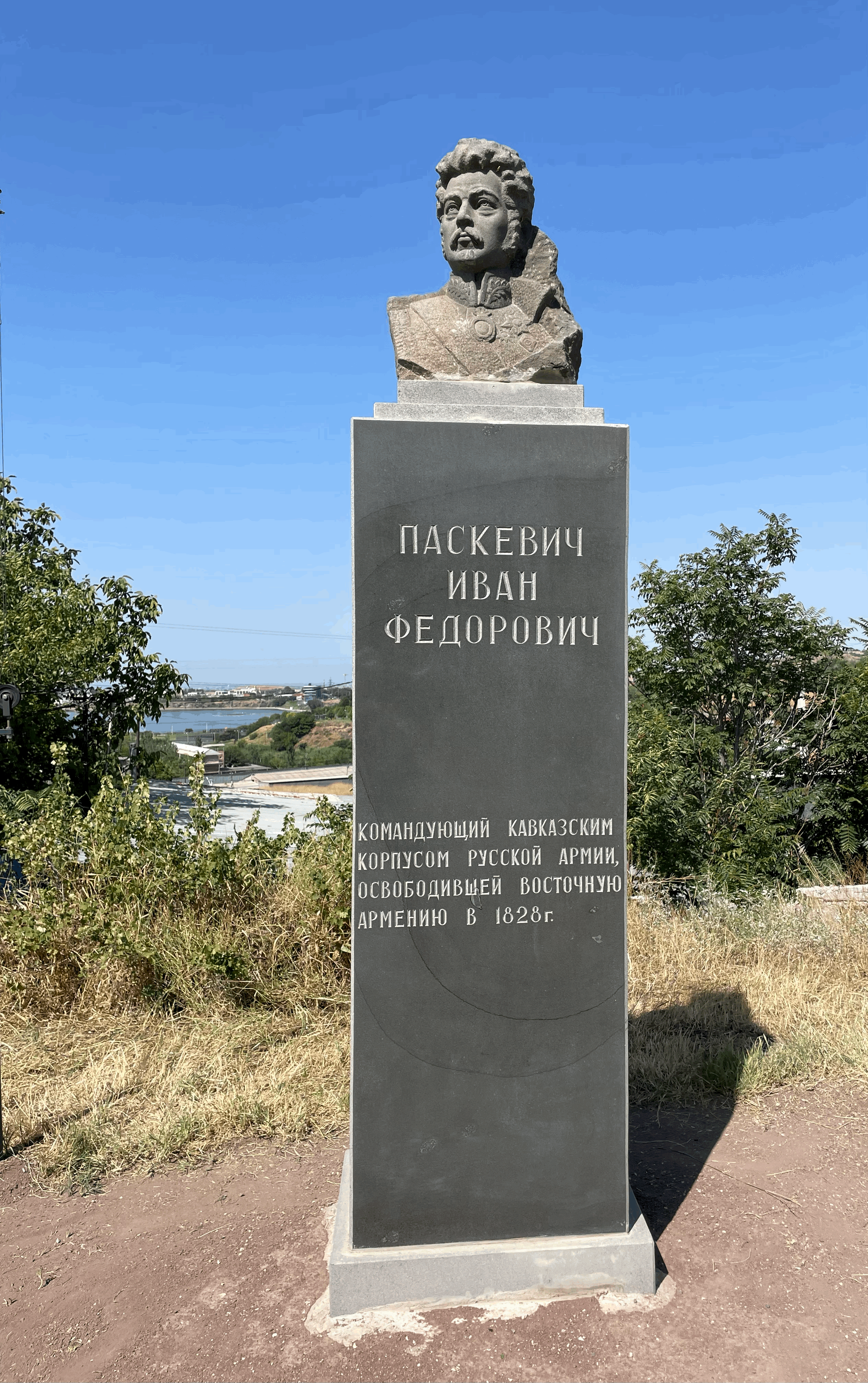
Памятник Паскевичу. Ереван, Армения
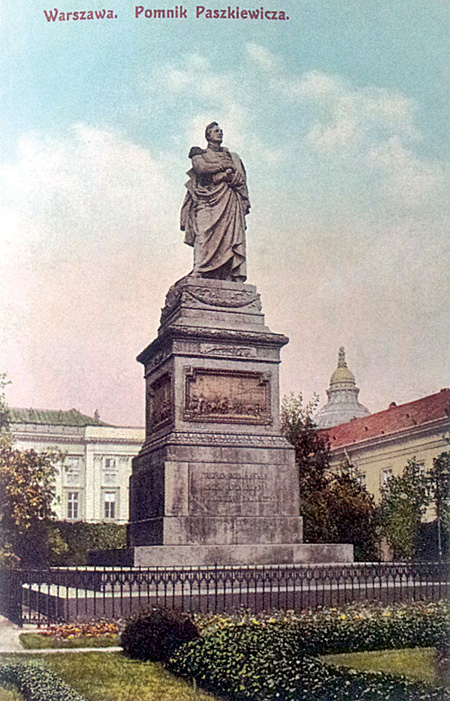
Памятник Паскевичу перед Губернаторским дворцом в Варшаве
Памятник-бюст Паскевичу в Гомеле

### Сооружения

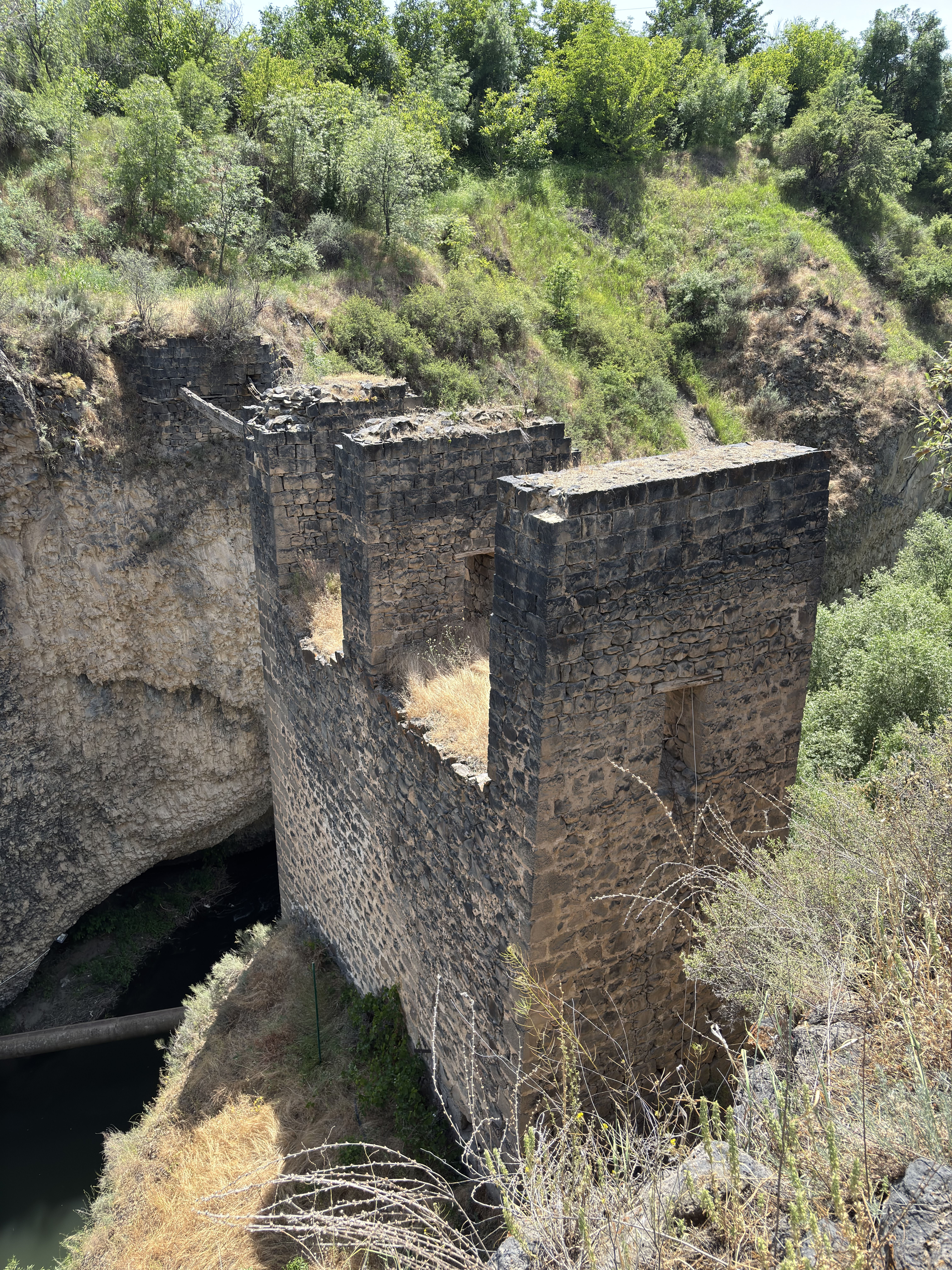
Мост, построенный инженерными подразделениями русской армии через реку Арпа во время войны 1826—1828 гг., село Вайк, Армения. Носит имя И.Ф. Паскевича

### Топонимика
- Холм Паскевича в Ереване[64].
- Улица Паскевича в Смоленске в микрорайоне «Соловьиная Роща»[65].
- В 1849-1961 годах имя Паскевича носил залив в Аральском море[66].

## Награды

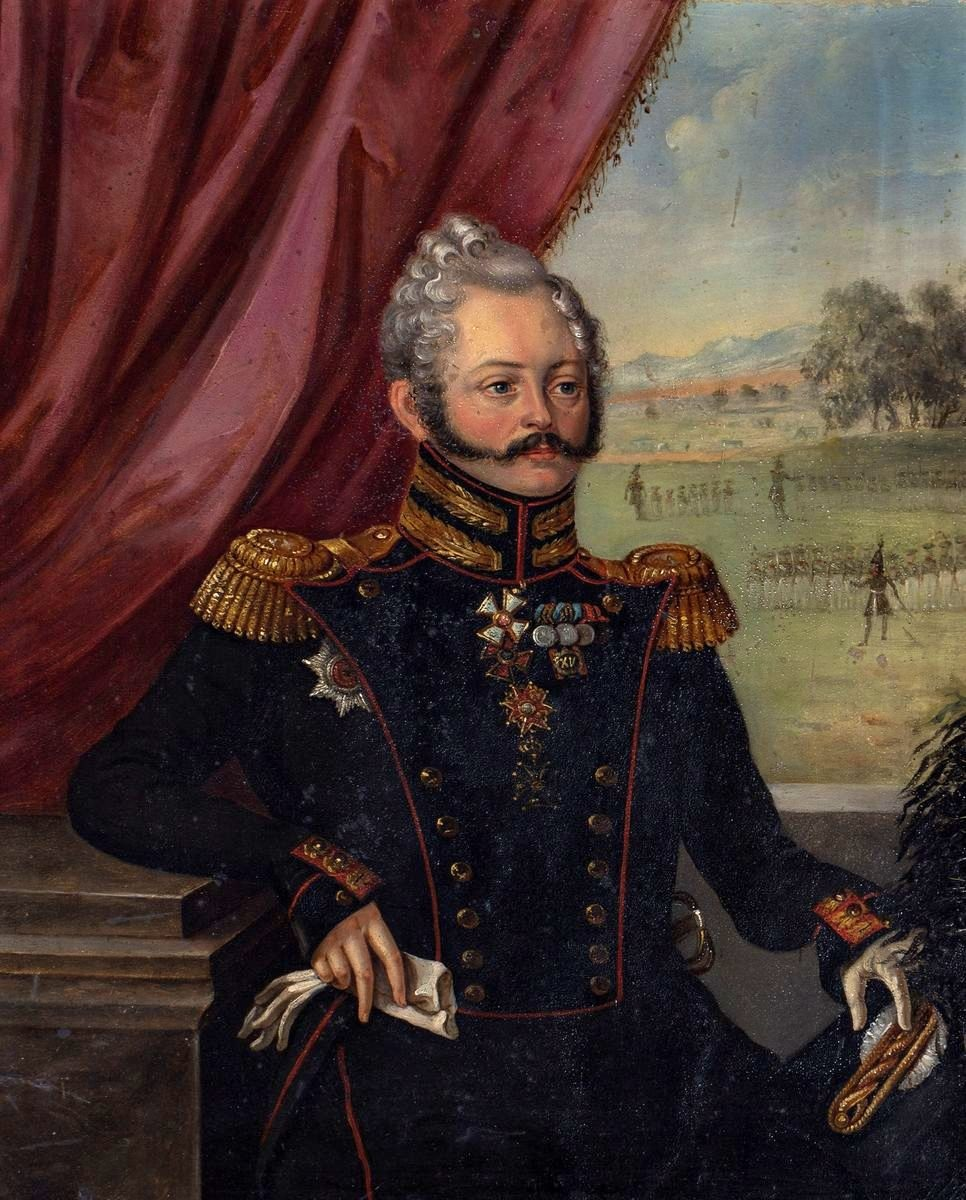
Портрет генерал-фельдмаршала графа Ивана Федоровича Паскевича

### Титулы
- Графское достоинство (15.03.1828).
- Княжеское достоинство с титулом светлости (04.09.1831).

### Свитские звания
- Флигель-адъютант (15.10.1800 — 25.11.1810, звание утрачено в связи с производством в чин генерал-майора).
- Генерал-адъютант (12.12.1824).

### Военные чины
- Поручик гвардии (05.10.1800).
- Штабс-капитан гвардии (29.03.1806)[68].
- Капитан гвардии (14.02.1808).
- Полковник (09.06.1809).
- Генерал-майор (25.11.1810).
- Генерал-лейтенант (08.10.1813).
- Генерал от инфантерии (22.08.1826).
- Генерал-фельдмаршал (22.09.1829).

### Ордена Российской империи
- Орден Святого Владимира 4-й степени с бантом (16.03.1807).
- Орден Святого Владимира 3-й степени (29.06.1810).
- Орден Святого Георгия 4-й степени (07.07.1810).
- Орден Святой Анны 2-й степени с алмазными украшениями (07.08.1810).
- Орден Святого Георгия 3-й степени (30.01.1811).
- Орден Святой Анны 1-й степени (пожалование 26.08.1812[69] подтверждено рескриптом от 11.10.1817[70]).
- Орден Святого Владимира 2-й степени (пожалование 12.12.1812 подтверждено рескриптом от 17.10.1819[71]).
- Алмазные знаки к ордену Святой Анны 1-й степени (пожалование 27.09.1813[69] подтверждено высочайшей грамотой от 10.06.1827[72]).
- Орден Святого Александра Невского (пожалование 03.05.1814[73] подтверждено высочайшей грамотой от 15.08.1831[74]).
- Алмазные знаки к ордену Святого Александра Невского (15.11.1818).
- Орден Святого Владимира 1-й степени (11.08.1827).
- Орден Святого Георгия 2-й степени (29.10.1827).
- Орден Святого апостола Андрея Первозванного (22.09.1828).
- Алмазные знаки к ордену Святого апостола Андрея Первозванного (16.07.1829).
- Орден Святого Георгия 1-й степени (27.07.1829).
- Польский орден Белого орла (17.06.1830).
- Мечи к ордену Святого апостола Андрея Первозванного (05.08.1855)[75].

### Иностранные ордена
- Османский орден Полумесяца (1807).
- Прусский орден Красного орла 1-й степени (1813).
- Персидский орден Льва и Солнца 1-й степени на цепи (1828).
- Прусский орден Чёрного орла (1829).
- Алмазные знаки к прусскому ордену Чёрного орла (1834).
- Саксен-Веймарский орден Белого сокола, большой крест (1841).
- Австрийский королевский венгерский орден Святого Стефана, большой крест (1844).
- Алмазные знаки к австрийскому королевскому венгерскому ордену Святого Стефана (1849).
- Австрийский военный орден Марии Терезии, большой крест (1849).
- Неаполитанский орден Святого Фердинанда и Заслуг, большой крест (1849).
- Баварский военный орден Максимилиана Иосифа, большой крест (1849).
- Пармский орден Святого Людовика[итал.], большой крест (1850).
- Вюртембергский орден «За военные заслуги», большой крест (1850).
- Датский орден Слона (1850).
- Нидерландский военный орден Вильгельма, большой крест.
- Португальский Ависский орден, большой крест.

### Оружие
- Золотая шпага с надписью «За храбрость» (25.11.1807).
- Золотая шпага, украшенная алмазами и лаврами, с надписью «За поражение персиян при Елизаветполе» (29.09.1826).
- Прусская золотая шпага, украшенная алмазами (1835).

### Поощрения в высочайших приказах
- Высочайшее благоволение (26.12.1812)[76]
- Высочайшее благоволение (02.12.1822)[77].
- Высочайшее благоволение (18.05.1823)[78].
- Высочайшее благоволение (02.07.1823)[79].
- Высочайшее благоволение (08.08.1823)[80].
- Высочайшее благоволение (12.05.1824)[81].
- Высочайшее благоволение (18.07.1824)[82].
- Высочайшее благоволение (30.07.1824)[82].
- Высочайшее благоволение (20.03.1826)[83].
- Высочайшее благоволение (25.10.1826)[84].
- Высочайшая благодарность (18.09.1821)[85]
- Высочайшая благодарность (02.06.1824)[86].
- Высочайшая благодарность (11.07.1824)[87].
- Высочайшая благодарность (15.07.1824)[88].
- Высочайшее удовольствие (20.07.1823)[89].
- Высочайшее удовольствие (18.06.1824)[87].

### Деньги
- Ежегодные выплаты в течение 12 лет с 1817 года по 3 033 рубля серебром (1815).
- 10 тысяч рублей (1817).
- 20 тысяч рублей (1819).
- 1 тысяча червонцев (1820).
- Ежегодные выплаты в течение 12 лет с 1828 года по 2 026 рублей серебром (1821).
- Ежегодные выплаты в течение 12 лет с 1823 года по 2 326 рублей серебром (1823, в качестве замены выплат, пожалованных в 1821 году).
- 10 тысяч рублей (1824).
- 20 тысяч рублей (1826).
- 1 миллион рублей (1828).
- Ежегодные выплаты в течение 12 лет с 1832 года по 12 тысяч рублей серебром (1832).

### Недвижимость
- Село Ивановское с окрестностями в Царстве Польском, приносящее ежегодно 60 тысяч злотых дохода — «в вечное и потомственное владение» (1840).
- Имение Голомб в Царстве Польском и часть лесов, окружающих Вронов — «в вечное и потомственное владение» (1845).

### Другие награды
- Перстни — 2 (1803, 1804).
- Крест «За взятие Базарджика» (1810).
- Польский знак отличия «За военное достоинство» 1-й степени (1831).
- Табакерки — 4 (1817 — 2), (1819 — 2).
- Турецкие орудия — 2 (1828).
- Турецкое знамя (1829).
- Знак отличия «За XXX лет беспорочной службы» (1831)[90].
- Портрет императора Николая I, украшенный бриллиантами, для ношения в петлице на Андреевской ленте (1833).
- Знак отличия «За XXXV лет беспорочной службы» (1838)[91].
- Знак отличия «За XL лет беспорочной службы» (1842).
- Знак отличия «За XLV лет беспорочной службы» (1847).
- Знамёна (в потомственное владение) — 3 (1847).
- Фельдмаршальский жезл, украшенный бриллиантами, с надписью «За двадцатичетырехлетнее предводительство победоносными русскими войсками в Персии, Турции, Польше и Венгрии» (1850).
- Знак отличия «За L лет беспорочной службы» (1852).
- Медальон, украшенный бриллиантами, с портретами императоров Николая I и Александра II для ношения в петлице (1855).

## Почётные воинские звания
- Генерал-фельдмаршал Пруссии.
- Фельдмаршал Австрии.

## Сочинения
- Всеподданнейший рапорт главнокомандующего действующей армией, генерал-фельдмаршала, князя Варшавского, графа Паскевича-Эриванского, от 15-го сентября 1831 года, содержащий подробности двухдневного штурма города Варшавы, и покорения его победоносными войсками нашими. — Варшава: Военно-походная типография Главного штаба действующей армии, 1833. — 2, 73 с.
- Очерки Польской кампании в 1831 году. — М.: Университетская типография, 1859. — [2], 8 с.
- Мысли фельдмаршала кн. Паскевича по поводу обороны и падения Севастополя 16-го сентября 1855 г. // Русская старина : ежемесячное историческое издание. — 1872. — Т. VI. — С. 427—435.